# Farkas János (helyettes főszolgabíró)
Boldogfai Farkas János (Boldogfa, Zala vármegye, c. 1675. – † Boldogfa, Zala vármegye, 1724.) jogász, Zala vármegye helyettes főszolgabírája, a zalaegerszegi járás alszolgabirája, földbirtokos.

## Családja és származása

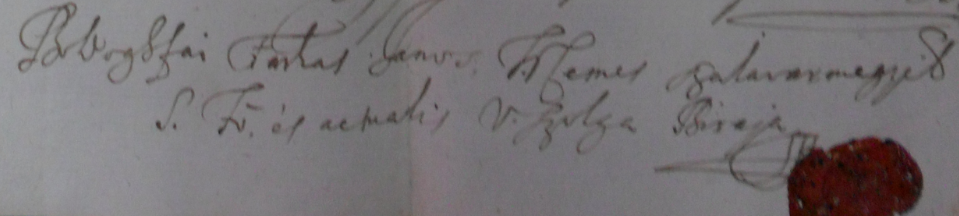
boldogfai Farkas János (†1724) zalavármegyei helyettes főszolgabíró aláírása. Kelt 1723. április 4-én.

A Zala vármegyei nemesi boldogfai Farkas család sarja. Apja nemes alsóeőri Farkas Mihály (fl. 1656–1664), törökverő, zalalboldogfai, alibánfai, nemesságodi földbirtokos, alibánfai malomtujaldonos, aki Zalabaksán született és Pórszombaton lakott apjával, alsóeőri Farkas Péter (fl. 1656) pórszombati árendással (birtok haszonbérlővel) együtt. Farkas Mihálynak az apai nagyapja alsóeőri Farkas János (fl. 1582–1611), kancsóci földbirtokos volt, aki 1582. február 18-án Rudolf magyar királytól Alsó- és Felsőőrre nyert birtokadományt a többi alsóőri Farkas családbeli rokonaival együtt. Farkas Mihály elment fegyverrel szolgálni a zalalövői várba osztopáni Perneszy István kapitány alatt, de 1656 körül török fogságba esett és ekkor elvitette magát a török kezekben levő nagykanizsai várba. Egy rövid idő után 204 tallért fizetve megváltotta magát a nagykanizsai vár török urától ugy, hogy 200 tallért fizetett a pasának, 4 tallért a tömlöctartónak. Anyja ságodi Péter Éva (fl. 1687–1702), akinek az apja ságodi Péter Mihály zalai alszolgabíró, földbirtokos volt. Farkas Mihálynak a halála után özvegyasszonya férjhez ment németszecsődi Tarródy Mihály (fl. 1699–1715) zalai főszolgabíróhoz, Tarródy György és Nemes Katalin fiához.

## Élete
Farkas János két fivére boldogfai Farkas István (aki 1712 és 1724 között a zalaegerszegi járáson volt esküdt) és boldogfai Farkas Péter volt; hárman hosszú ideig pereskedtek mostohaapjuk németszecsődi Tarródy Mihály ellen, mivel ő - kérelem benyújtása után - 1699. november 6-án birtokadományt szerzett Andráshidára I. Lipót magyar királytól; Andráshida tulajdonképpen a három Farkas fivért illette, Tarródy tőlük idegenítette el és nem volt hajlandó a mostohagyermekeit semmilyen örökségben részesíteni. Tarródy Mihály kegyetlensége ismert volt: 1708-ban nemes Hajgató Ádámot, boldogfai birtokost kötözte meg és egy napig megkötözve tartotta; ezután Hajgató beperelte Tarródyt. 1700-ban, a pereskedés alatt, egyedül Farkas István és Péter jelentek meg, mivel "Farkas Jankó" (sic!) távol volt jogi tanulmányai miatt. Az andráshidai birtokos Tarródy Mihály megözvegyült, és majd 1711. június 1-én Zalaegerszegen házasodott meg Miskey Miklós özvegyével, besenyői és velikei Skublics Máriával. A többéves pereskedés után, végül, a három Farkas fivér számára 1716. március 22-én III. Károly magyar király adományként parancsolta meg az örökösségen keresztül szerzett porsagodi, boldogfai, andráshidai és alibánfai birtokok átruházását, és ezzel lerendezte a vitákat a két tarródi és németszecsődi Tarródy féltestvéreivel. Az adomány után fivéreivel együtt a „boldogfai” nemesi előnevet kezdték használni.
Boldogfai Farkas Jánost 1712. március 7-én a zalaegerszegi járás alszolgabirájává választotta a vármegyei közgyűlés. 1716. július 20-án a vármegye közönsége alszolgabírókat választott; boldogfai Farkas Jánost megerősítették ebben a hivatalban, amelyet egészen 1721-ig töltötte be. 1723-tól főszolgabíró-helyettesként tevékenykedett ugyanabban a járásban. Akkoriban a birtokai között Boldogfa mellett, az andráshidai és az alibánfai is szerepeltek; azonban Farkas János feleségén, Sidy Dorottya úrnőn keresztül, Teskándon és Salomváron is volt földesúr. Az 1714-ben III. Károly magyar király által kiadott protestánsok elleni rendelet nyomán, ahogy a királyság többi részén, Zala vármegyében is kezdtek az erőszakos kálvinista templomfoglalások zajlani. 1718. augusztus 24-én megrohanták a mileji protestáns templomot; boldogfai Farkas János alszolgabíró és az egerszegi esperes és plébános, nemes Kálmánczay Ferenc, a vármegyei katonákkal elfoglalták a volt római katolikus templomot. A vármegyei katonáknak sikerült bejutni a templomba és amidőn az esperes mesterével harangoztatni akart volna, kirántotta némely kálvinista legény harangozó kezéből a harangkötelét kétszer vagy háromszor. Ezt látván Farkas János, Zala vármegye alszolgabírája, megfogta az említett kálvinista legénynek a torkát és úgy megszorongatta, hogy úgy elfeketedett azon legény, ilyen szavakkal szólítván a vármegye katonáit, hogy "kötözzétek, vigyétek Lendvára". Az ellenálló kálvinistákat elküldték az alsólendvai börtönbe; az eredetileg római katolikus mileji templom ismét az egyház tulajdonába került. 1715 április 21-én nemzetes és vitézlő boldogfai Farkas János alszolgabíró, és házastársa Sidy Dorottya pert indítottak a vaspöri lakos Bencze Ferenc ellen, aki zálogként bírta a felső- és alsóbelenczei és a felső- és alsócsatári jószágokat, amelyeket apjának, Bencze Györgynek, még 1677-ben szenterzsébeti Terjék János (fl. 1632–1674), Farkas Jánosné Sidy Dorottya nagyapja zálogosított el neki. A pereskedés közel 10 évig tartott de Farkas János halála szakította félbe; 1724. június 19-én zajlott az utolsó pereskedés Zalaegerszegen, amelyen még Farkas János szerepelt. Az utolsó említése boldogfai Farkas Jánosnak 1724. november 24-éről származik, amikor Bagodon keresztapásságot vállalt feleségével Sidy Dorottyával együtt nemes Sümeghy Mihály (fl. 1716–1727) zalai főjegyzőnek és nemes Foky Juditnak a Magdolna nevű lánya számára.

## Házassága és leszármazottjai

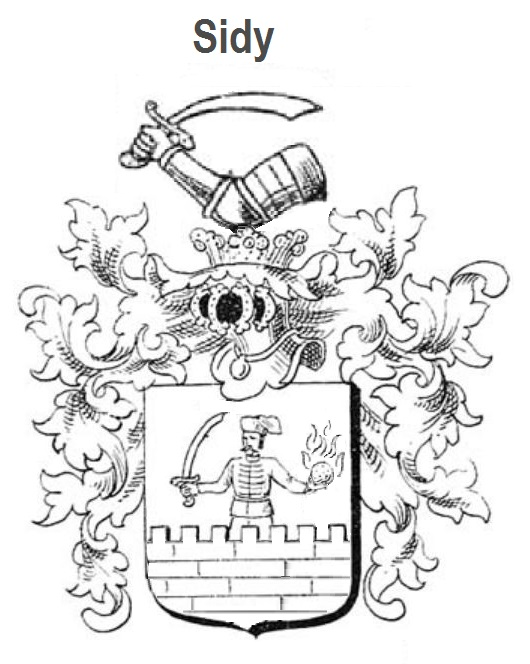
A sidi Sidy család címere

1711 körül feleségül vette a sidi Sidy családból való, sidi Sidy Dorottya (1693–Boldogfa, 1775. március 1.) kisasszonyt, akinek apja sidi Sidy Mihály (fl. 1672–1711), az egervári várkastély alkapitánya, majd zalaegerszegi főszolgabíró, Zala vármegye külön kiküldött követe az 1705-ben zajló Szécsényi országgyűlésen, anyja az ősrégi szenterzsébeti Terjék család sarja, szenterzsébeti Terjék Mária (fl. 1688–1692) volt. Farkas Jánosné Sidy Dorottya anyai nagyszülei szenterzsébeti Terjék János (fl. 1632–1674), a nyitrai püspökség és nyitrai vár tiszttartója 1643 és 1663 között, zalai adószedő 1645–1646-ban, a boldogkői vár tiszttartója 1667 és 1675 között, zalai földbirtokos, valamint pohroncz-szelepcsényi Maholányi Borbála voltak; Maholányi Borbála rokona Szelepcsényi György esztergomi érsek volt. Az anyai nagyapai dédszülei szenterzsébeti Terjék Gergely (fl. 1597–1623), Zala vármegye főadószedője 1597 és 1599 között, valamint 1617. és 1619. között, földbirtokos, és a Divék nemzetségből való rudnói Rudnay Borbála (fl. 1633) voltak. Sidy Mihályné szenterzsébeti Terjék Mária további egyenesági felmenői között a Salomvári-, a Zichy- és a thapsoni Anthymus családok találhatóak. Farkas Jánosnak sógora a felesége révén sidi Sidy Pál (fl. 1707–1744), a kapornaki járás főszolgabírája, földbirtokos. Boldogfai Farkas János és Sidy Dorottya házasságából egyetlenegy fiú és örökös maradt meg:
- Boldogfai Farkas Ferenc (Boldogfa, 1713. szeptember 22. – Zélpuszta, 1770. február 22.), Zala megyei alispán, táblabíró, földbirtokos. Felesége: a barkóczi Rosty családból való barkóczi Rosty Anna (1722–Zélpuszta, 1784. október 9.), akinek a szülei barkóczi Rosty László (fl. 1710-1730), vasi főszolgabíró, földbirtokos és a zalalövői Csapody családból való zalalövői Csapody Mária (fl. 1710-1714) voltak.